# Dawnabius
Dawnabius is een geslacht van hooiwagens uit de familie Assamiidae.
De wetenschappelijke naam Dawnabius is voor het eerst geldig gepubliceerd door Roewer in 1935. 

## Soorten
Dawnabius is monotypisch en omvat slechts de volgende soort:
- Dawnabius pectinatus